# Paolo Mantegazza
Paolo Mantegazza (Monza, 31 ottobre 1831 – San Terenzo, 28 agosto 1910) è stato un fisiologo, patologo, igienista, neurologo, antropologo e romanziere italiano.
Fu uno dei primi divulgatori delle teorie di Charles Darwin in Italia. Le sue ricerche contribuirono all'affermazione dell'antropologia intesa come "storia naturale dell'uomo". Deputato dal 1865 al 1876 e senatore dal 16 novembre 1876 sotto il Regno d'Italia, si segnalò come avversario della legge sul macinato.
Del Parlamento ebbe a dire che era: "Il più alto laboratorio di forze disperse. Qui abbiamo la più alta perfezione di un meccanismo al rovescio, dove cioè quasi tutte le forze si trasformano in attriti".
Fu un instancabile organizzatore e divulgatore di cultura. Con il romanzo L'anno 3000: sogno (1897) è anche considerato uno dei precursori ottocenteschi della fantascienza italiana.

## Biografia
Figlio di Laura Solera Mantegazza, partecipò, sedicenne, insieme alla madre, alle Cinque giornate di Milano. Dopo aver trascorso un periodo di studi a Pisa, a 23 anni si laureò in Medicina e Chirurgia all'Università degli Studi di Pavia con Bartolomeo Panizza.
Subito dopo la laurea partì per l'America del Sud. Questo viaggio aveva due scopi: cercare di far fortuna (nei suoi diari, infatti, scrisse chiaramente di voler diventare "milionario", sebbene questo obiettivo non gli sia poi riuscito), e continuare i suoi studi, in particolare quelli antropologici.
Nel 1858 tornò in Italia e, come medico igienista, dopo aver lavorato all'ospedale Maggiore di Milano, dal 1860 resse per un certo periodo la cattedra di Patologia generale all'Università di Pavia. In questa città egli fondò il primo laboratorio di patologia sperimentale in Europa (dove, negli anni seguenti, si formarono scienziati illustri quali Giulio Bizzozero, Eusebio Oehl e Camillo Golgi, vincitore del premio Nobel per la medicina nel 1906 grazie alla scoperta della reazione nera). Diventato deputato del Regno d'Italia poco più che trentenne, cominciò una fase fiorentina, e in questa città anche la sua attività scientifica vide un cambiamento: dalla patologia all'antropologia. Nel 1869 fondò nel Palazzo Nonfinito di Firenze, sede dell'Istituto di Studi superiori, la prima cattedra di antropologia e il Museo nazionale di antropologia ed etnologia. Nel 1871 fondò, insieme a Felice Finzi, la rivista Archivio per l'antropologia e l'etnologia, rivista tuttora in corso. Fondatore della Società italiana di antropologia ed etnologia, fu difensore del darwinismo e tra il 1868 al 1875 corrispondente di Charles Darwin.

### Politica
Secondo la sua autobiografia politica, Mantegazza fu pressato a candidarsi alle elezioni politiche italiane del 1865 dai circoli liberali brianzoli. La situazione nel collegio di Monza era particolarmente favorevole: il deputato uscente titolare, Andrea Lissoni, aveva rinunciato essendo impegnato ai massimi livelli della politica amministrativa locale, mentre il suo sostituto suppletivo Carlo Ferrario era una figura debole e inadatta all’ardua competizione di un’elezione generale. Mantegazza sconfisse così facilmente Ferrario da pronostico e ottenne il seggio che poi terrà per quattro legislature.
Le sue idee erano quelle classiche del liberalismo risorgimentale. Definendosi il più innovatore tra i moderati, sui banchi del nuovo parlamento di Firenze si sedette fra la Destra storica condividendone gli aspetti di politica estera e il progetto di abbattere lo Stato Pontificio, ma pochi anni dopo fu emarginato dai capi di questa fazione per la sua opposizione alla tassa sul macinato. Nella nuova aula a Roma, significativamente strutturata a forma semicircolare a differenza di quella Toscana in stile Westminster, andò dunque a ingrossare quel gruppo di centro poco considerato dalla storiografia, e nella convinzione di ritirarsi nel 1876 finì per avallare l'avvento della Sinistra storica, che lo propose per un seggio da senatore che poi tenne per oltre tre decenni.

### Spedizioni scientifiche
Fu anche un grande viaggiatore. Svolse l'attività medica e di ricerca etnografica durante il suo soggiorno in Sud America dal 1854 al 1858. Fra il 1870 e il 1890 compì varie spedizioni scientifiche in regioni allora poco conosciute. In Argentina, in Paraguay e in Bolivia è riconosciuto come un autore classico. Durante la sua permanenza in America Latina venne in contatto con i coqueros, nei quali affermò (sempre nei suoi diari) di aver visto la "più pura felicità", associandola al consumo di foglie di coca. Come usava al tempo, cominciò a condurre uno studio sugli effetti del consumo di questa sostanza, sia a livello digestivo che a livello nervoso, facendosene anche inviare cospicue quantità dalla Bolivia una volta ritornato in Italia.

#### Panace di Mantegazza
I botanici Émile Levier e Stefano Sommier dedicarono al loro amico antropologo il nome di una pianta: il panace di Mantegazza (Heracleum mantegazzianum).

### Morte
Paolo Mantegazza morì nella sua residenza estiva di San Terenzo di Lerici.

## Ricerche e pensiero
(Paolo Mantegazza, Il concetto femminile attraverso i tempi, Nuova Antologia, 15 gennaio 1893)

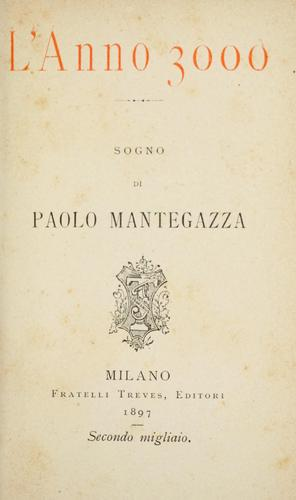
Copertina de L'anno 3000 - Sogno (1897)

Assertore convinto delle teorie darwiniane, ne studiò molti problemi (atavismo, pangenesi, selezione sessuale ecc.). Concepì anche una nuova teoria sulla criminologia umana e sperimentò la fecondazione artificiale; nella seconda metà dell'Ottocento fu precursore dell'ibernazione in campo medico: pensava a una banca per conservare lo sperma dei soldati in partenza per la guerra, proponendo di farlo con neve e ghiaccio.
Nel 1859 pubblicò il saggio Sulle virtù igieniche e medicinali della coca e sugli alimenti nervosi in generale; aveva infatti osservato (e sperimentato personalmente), nel corso di una sua lunga permanenza in Sud America, l'ampio uso che gli indigeni facevano delle foglie di coca, «la magica pianta degli Incas», descrivendo in termini più che positivi gli effetti provocati dalla sostanza. In quello stesso periodo, in effetti, non pochi medici e scienziati proponevano di utilizzare la coca per fini terapeutici, soprattutto per la cura delle malattie mentali (alle ricerche di Mantegazza si ispirò anche Angelo Mariani). Nonostante il suo nome sia generalmente associato alla cocaina, il suo interesse nei confronti delle droghe fu ben più vasto, mosso da motivazioni e da obiettivi di più ampia portata. Mantegazza si interessò a tutte le droghe e nel 1858 ne propose una classificazione di importanza storica e nel 1871 pubblicò il trattato Quadri della natura umana. Feste ed ebbrezze, in cui sono riportate le conoscenze dei suoi tempi sulle droghe psicoattive.
Notevole la sua produzione di scrittore divulgativo. Frutto del suo successo sono in particolare gli Almanacchi d'igiene del 1864, che con la loro enorme diffusione anche nelle famiglie più semplici, contribuirono al consolidamento delle norme igieniche elementari nell'Italia moderna.
Con il romanzo L'anno 3000: sogno (1897) è considerato uno dei precursori ottocenteschi della fantascienza italiana.

### L’antropologia
Dopo la laurea parte per il Sud America, dove sposa Jacobita Tejada e dalla quale avrà quattro figli. Si dedica allo studio delle popolazioni locali e delle malattie, agli incroci svariatissimi tra conquistatori bianchi, neri importati e indigeni. Affascinato dalle tribù dell’America Latina, ebbe qui una vera e propria vocazione per l’antropologia e confrontava la vita indigena, fuori dal tempo e ritmata dalle lotte, con la corsa al progresso europea. Esercitò, per amore dell’uomo, la professione di medico nei luoghi più sperduti.
Nel 1858 aiutò gli italiani ad emigrare in Argentina e toccato da questa dolorosa esperienza, giacché li aiutava a sfuggire dalla fame e dalla disperazione, non può fare che riportare il tema anche in “Un giorno a Madera”:
«Altri fra quei fortunati di prora non avevano patria o l'avevano maledetta, o temerarii si gettavano in un nuovo mondo per cercarvi l'oro, la gloria o le avventure. Davan le spalle alla miseria, alla noia o al disinganno: e per essi l'aurora della speranza dipingeva di tinte azzurrine e irradianti il lembo bigio e sconfinato dell'oceano che ci stava dinanzi».
Dal 1869 ottenne la cattedra di Antropologia e nel discorso di apertura del corso lodava la disciplina, definendola «storia naturale dell’uomo», superiore all’anatomia che non è riuscita a svelare i segreti dell’uomo.
Riguardo all'uomo viene ad affermare, con evidenti influenze darwiniane, che «la specie è quel gruppo di individui formati per elezione naturale e per concorrenza vitale, che tende per eredità a trasmettere il proprio tipo. I mutamenti di forma […] sono varietà o razze, secondo che siano più o meno permanenti». Era dell’idea però che la specie fosse una creazione del cervello umano, non esistente in natura, vi sono solo individui; Mantegazza si può a ben diritto definire quindi un monogenista, la razza per lui è un artificio, esiste solo la grande famiglia umana. La razza rimane però una categoria utile nella vita pratica, una sorta di ideal-tipo weberiano, e la sua visione quasi cosmopolitica mal si concilia con le sue convinzioni eugenetiche: non sopportava che razze, classi sociali e malati interagissero fra loro e spesso nella sua pubblicistica divulgativa, di vastissima circolazione nazionale e internazionale, espresse posizioni razziste e anche antisemite, oltre che sessiste.

### Il Darwinismo
Paolo Mantegazza recensì The variations of animals and plants under domestication, dove Darwin presenta la sua teoria pangenica e alla quale oppone la tesi neogenica. Mantegazza e Delpino avevano capito che dietro l'evoluzione ci stava una visione della natura di carattere filosofico, ma se il primo parlava di metafisica, il botanico Delpino parlava invece di monismo materialistico. Mantegazza non ci stava e rispondeva che «accusar[e Darwin] di materialismo è non intenderlo». Inoltre Delpino assumeva una visione teleologica della natura. Di ciò vennero accusati da Mantegazza anche Sergi e lo stesso Darwin.
Si vede quindi che Mantegazza fosse sì darwiniano, ma con senso critico: affermava che il darwinismo non era l'ultima parola nella scienza e avrebbe dovuto lasciare il posto a nuove teorie, obiettava all'elezione sessuale esposta da Darwin e si scagliava contro i fanatici più darwiniani dello stesso Darwin, come Canestrini ed Haeckel, arrivando ad affermare che tra uomo e animale sussiste una differenza di solo grado.

### L’umana famiglia
La concezione di una famiglia umana che insieme debba progredire verso il miglioramento della specie è ricorrente in molte opere di Mantegazza. L’idea di fondo era che nell’uomo si accumulassero i progressi dell’individuo grazie all’esperienza ed è questo ciò che lo rende infinitamente perfettibile, contrariamente agli altri animali. Il progresso è inteso come aumento di conoscenza, capacità di scoprire le leggi della natura.
Mantegazza auspicava ad un’applicazione di queste conoscenze per il miglioramento eugenetico della specie: quando scoppiò lo scandalo della vivisezione sugli animali praticata proprio dal Mantegazza, lui si difese arrivando ad affermare che lo faceva per amore dell’umanità.
Sempre ispirato da questo amore per la società, intraprese una meticolosa opera di divulgazione al fine di diffondere un’istruzione comune, e che non aveva per solo oggetto la scienza, ma anche politica e morale. Sentiva la responsabilità, in quanto medico e scienziato, di cercare di offrire soluzioni al male umano, essendo detentore di un sapere superiore. Fondò – nel 1862 – e diresse L’Igea, rivista di medicina preventiva e tutta la sua attività romanzesca è volta a diffondere il suo vangelo: Un giorno a Madera, tra gli altri, è scritto per convincere gli inadatti ad «amare ma non generare».

## L'eugenetica

### Il positivismo italiano: ottimismo evoluzionistico e “pessimismo biologico”
«Di mezzo ad un’angoscia che per ogni lato ci opprime, sotto l’incubo di sentirci men vivi e men forti dei nostri padri, noi perdiamo quasi sempre di vista le cause prime del decadimento della nostra razza, e […] dimentichiamo quel crogiuolo misterioso, in cui i padri fondono il sangue di cui vivranno i loro figliuoli. Ma ciò dev’essere della stessa pasta con cui sono ritagliati i nostri fratelli minori […] finché si avrà paura della fisica che vuol occuparsi di noi; quasi, se non soli corpi, non fossimo pur anche noi corpi che la fisica deve conquistar coll’armi della scienza e dirigere e migliorare coll’armi dell’arte».
Con queste parole nel 1868 Mantegazza, che due anni dopo sarebbe divenuto titolare a Firenze della prima cattedra di antropologia in Italia, introduceva il suo breve Studio sui matrimoni consanguinei.
Il termine “eugenetica” fu coniato nel 1883 da Francis Galton, esploratore e antropologo; in Italia si iniziò a parlare di eugenetica solo a partire dal primo decennio del XX secolo, e lo si farà con il vigile distacco di chi valuta i pro e i contro dell’ennesima dottrina di importazione come nel caso del positivismo o del darwinismo. Ma gli scritti e l’opera di Mantegazza, e non di lui soltanto, testimoniano la circolazione in Italia delle tematiche, delle riflessioni e delle preoccupazioni che anche negli altri contesti nazionali (quali l’Inghilterra e la Francia) sono alla base dell’interesse per l’eugenetica e della sua fortuna come parola d’ordine in grado di fornire a settori disciplinari anche molto diversi (antropologia, criminologia, psichiatria, medicina) il senso di una comune missione culturale.
Le parole del Mantegazza evocano all’inizio l’«angoscia» e l’«incubo» poco prima di ribadire in una professione di fede laica la capacità della scienza di sconfiggerli. Infatti quanto più lo scienziato sociale indaga impietosamente la realtà circostante, tanto più tendono a venire alla luce i lati oscuri del progresso, le tensioni sociali, le disillusioni post-risorgimentali, la “crisi dei valori” etici ed estetici prodotta dalla massificazione della società, la malattia che presidia il confine sempre più labile della normalità, in una parola la degenerazione.
C’è chi ha constatato a questo riguardo una paradossale coabitazione fra “pessimismo della ragione” e “ottimismo della volontà” tipico della cultura tardo-positivista, che calza perfettamente l’orizzonte ideale degli eugenisti. Il nascere dell’eugenetica è strettamente legato alle meditazioni sulla degenerazione – ecco il pessimismo della ragione – e insieme alla possibilità di intervenire con strumenti di controllo sociale per contenerne gli esiti distruttivi – ecco l’ottimismo della volontà.

### Elementi di Igiene
Elementi di Igiene è un libro scritto dal Mantegazza e uscito nel 1871, in cui il nostro si prefigge di divulgare al maggior numero di persone possibili le nuove norme di igiene, le quali stavano cominciando ad essere ritenute valide per prevenire le malattie più diffuse.

### L'eugenetica inUn giorno a Madera
Dagli scritti di Mantegazza emerge, nel bene e nel male, la proposta di un modello, etico e naturalistico insieme, di una società di uomini e donne fisicamente e intellettualmente «potenti», com'egli si esprimeva, convinto che la salute fisica della popolazione fosse garanzia della sua moralizzazione. Questi ideali, così come il controllo delle nascite per poveri e malati, la convinzione che le razze umane fossero organizzate gerarchicamente in natura e tali dovessero rimanere in società, nonché la convinzione dell’inferiorità della donna, fanno di Mantegazza un autore ascrivibile al movimento dell'eugenetica, sia pure in forme relativamente moderate.
Il messaggio implicitamente malthusiano di Mantegazza era stato ripresentato con forza proprio da Darwin, che però si era ben guardato dal farne una ricetta ad uso dei riformatori della società. Non era questo il caso del nostro, che proponeva ai suoi molti lettori ricette facilmente realizzabili, grazie alla sua immagine dell'umanità divisa in gruppi non comunicanti tra loro. Razze, classi sociali e singoli individui malati come Emma erano per Mantegazza insiemi che per ragioni biologiche, mediche e sociali non dovevano interagire. Ai malati del romanzo Un giorno a Madera, per rispettare la sensibilità della borghesia che ne era protagonista e che lo avrebbe letto, non si offre in modo esplicito la possibilità, predicata invece altrove, di «amare, ma non generare».
Mantegazza favorì inoltre il diffondersi dell'immagine di un'umanità statica nel suo assetto sociale e divisa in razze di cui il maschio europeo occupava il vertice indiscusso, mentre razze inferiori e donne condividevano un'inferiorità "naturale" provata dall'evoluzionismo. Egli esortava, si è visto, un controllo delle nascite, ma allo stesso tempo proponeva un'immagine della donna il più possibile relegata a un ruolo di moglie e madre. Queste apparenti contraddizioni si ricomponevano a loro volta nell'idea di una «selezione naturale» che avrebbe comunque portato i più forti a governare sui più deboli.

## Archivio e biblioteca
La Biblioteca di Antropologia dell'Università degli studi di Firenze conserva il fondo archivistico e librario Paolo Mantegazza. Donato dalla famiglia nel 1924, contiene 2.797 lettere, circa 8.000 carte di lezioni, 547 volumi, una miscellanea rilegata in 4 volumi, varie riviste, un numero imprecisato di diplomi e ritagli di quotidiani contenuti in buste. Le lettere e le lezioni (datate 1870-1910) sono trascritte, solo le lettere sono inventariate. I diplomi sono costituiti per lo più da onorificenze inviate al Mantegazza; i ritagli di quotidiani comprendono suoi articoli e necrologi in suo onore. La stessa biblioteca ha in comodato il fondo librario della Società italiana di antropologia e etnologia, fondata nel 1871 da Mantegazza. Raccoglie circa 2.000 volumi, 7.000 estratti e opuscoli rilegati in 350 volumi, 691 periodici di soggetto antropologico e etnologico e materiale miscellaneo di soggetto psicologico, anatomico, paletnologico, zoologico, biologico, biografico.

## Opere
Tra le sue opere si annoverano:

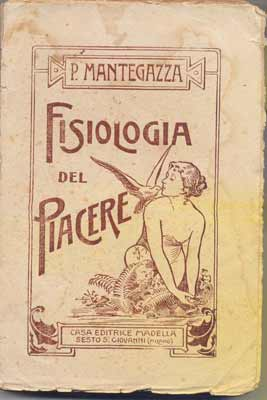
Fisiologia del piacere

- Ordine e libertà, Conversazioni di politica popolare, Editore G. Brigola, Milano, 1864[23]
- Un giorno a Madera (1868)[24]
- Rio de la Plata e Tenerife (1867, Brigola, Milano)
- Profili e paesaggi della Sardegna (1870)
- Elementi di Igiene (1871)
- Quadri della natura umana. Feste ed ebbrezze (1871)
- La fisiologia dell'amore (1873)
- Igiene dei sensi in Enciclopedia Igienica Popolare, Editore G. Brigola, Milano, 1874[25]

- Atlante della espressione del dolore : fotografie prese dal vero e da molte opere d’arte che illustrano gli studi sperimentali sull’espressione del dolore, Firenze, Giacomo Brogi fotografo editore, 1876. URL consultato il 12 dicembre 2023. Ospitato su Internet Culturale.
- Il bene ed il male  (1874, nuova edizione 1914)
- Il dio ignoto (1876)
- Igiene dell'amore (1877 - Libreria Editrice G. Brigola - Milano)
- Upilio Faimali (1879 - De Agostini - Novara; edito anche da Brigola, Milano, stesso anno)[26][27]
- La fisiologia del piacere (1880)[28]
- India (1884 - Treves, Milano)
- L'arte di essere felici (1886)
- Studi sulla etnologia dell'India (1886, Società Italiana d'Antropologia, Firenze)
- Testa (romanzo, 1887)
- Il secolo nevrosico (1887)
- Le estasi umane (1887, Treves, Milano, ristampato nel 1943 da Marzocco Edizioni, Firenze)
- Le leggende dei fiori (1890, Dumolard, Milano)
- Epicuro, saggio di una filosofia del bello, (1891, Treves, Milano, II ed.)
- Fisiologia della donna (1893)
- Elogio della vecchiaia (1893, Treves, Milano, ristampato nel 1993 da Franco Muzzio & C. Editore, Padova)
- L'anno 3000: sogno (1897) (romanzo di fantascienza)[29]
- Bibbia della speranza (1908)

## Onorificenze

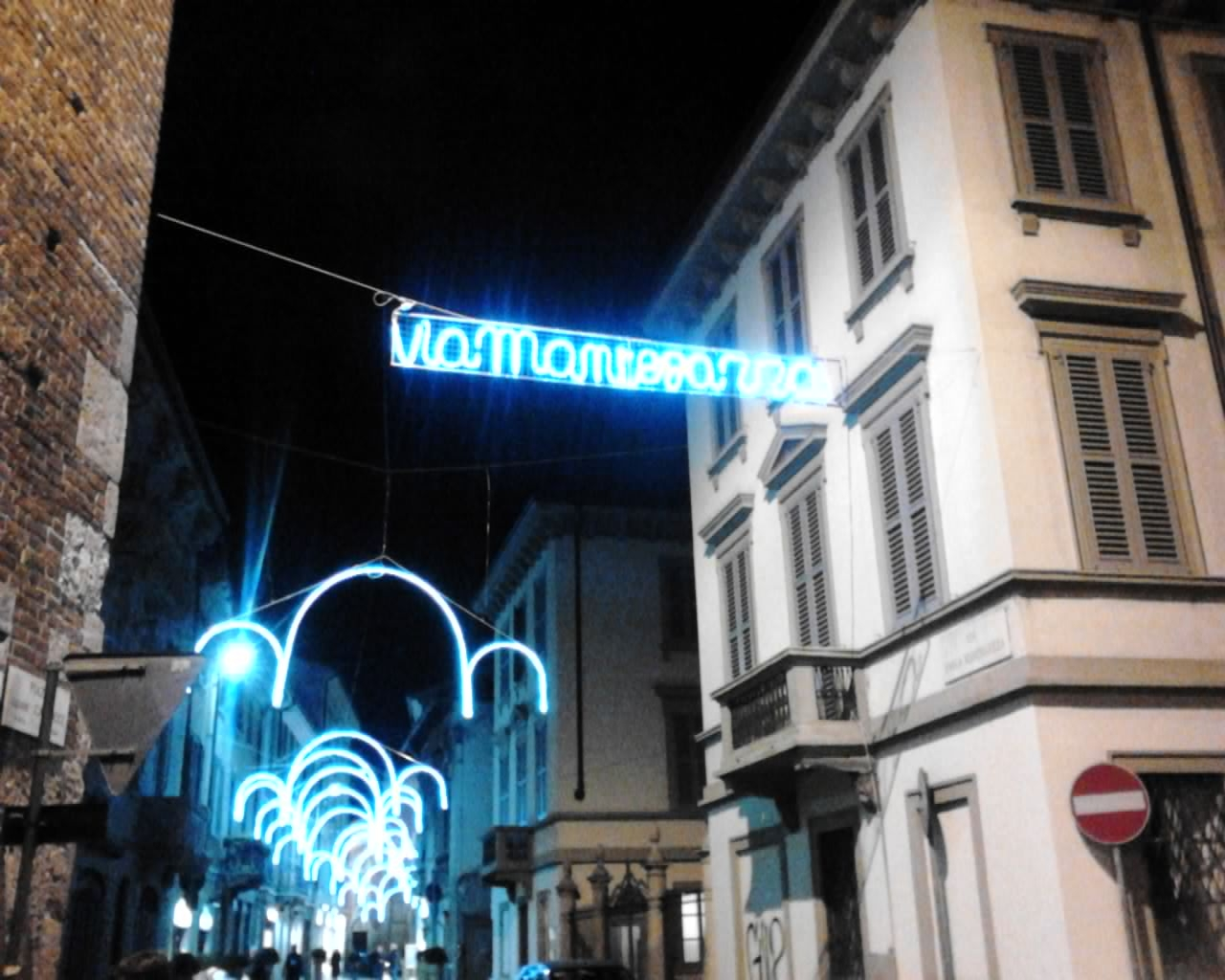
Via Mantegazza a Monza nel 2013

### Onorificenze italiane
Nel 2016 il Comune di Milano ha deciso che il suo nome venga iscritto nel Famedio di Milano, all'interno del Cimitero Monumentale.